# Снеговедение
Снеговедение или нивология — научная дисциплина и раздел гляциологии, изучающий снег и снежный покров Земли, их происхождение, особенности формирования, динамику во времени и распределение в пространстве, а также — химические, физические, механические, кристаллографические и многие другие свойства.
Одним из подразделов снеговедения является лавиноведение.
Исследовательская деятельность в области снеговедения ведётся научными коллективами Австрии, Канады, США, Японии и других стран. В России научная проблематика, связанная со снеговедением, изучается в Москве, Санкт-Петербурге и Новосибирске.   